# Samsun (provins)

Karta över Turkiet med Samsun markerat.

Samsun är en provins vid svartahavskusten i norra Turkiet. Den har totalt 1 209 137 invånare (2000) och en areal på 9 474 km². Provinsens huvudstad är Samsun.